# Gubice
Gubice (do 1945 niem. Hardemoor, pierwotnie także Hagen i Hardemohr) – uroczysko-dawna miejscowość (łąka), dawniej osada w Polsce położona w województwie zachodniopomorskim, na obszarze Puszczy Wkrzańskiej. Osada usytuowana jest w pobliżu wsi Wieńkowo, ok. 1,7 km na północ od wsi Tatynia.

## Historia
Gubice zostało założone w 1738 r. jako folwark wsi Tatynia. Gospodarzono na 354 morgach słabych, piaszczystych i podmokłych ziem i 170 morgach łąk pod Jasienicą. W 1821 r. mieszkało w Gubicach 18 osób.
W 1838 roku majątek wydzierżawiono na hodowlę krów dojnych. Przed wojną wybudowano tu 2 obory, stodołę i dom zarządcy majątku. Po II wojnie światowej opuszczona osada nie została zasiedlona.